# Джульєт Ландау
Джульє́т Ро́уз Ланда́у (англ. Juliet Rose Landau; нар. 30 березня 1965, Лос-Анджелес, Каліфорнія, США) — американська акторка, балерина, кінорежисерка. Найбільш відома за роллю Лоретти Кінг Гедлер у фільмі «Ед Вуд» та Друсілли в серіалі «Баффі — переможниця вампірів» і спінофі «Енджел».

## Фільмографія
| Рік       |    | Українська назва             | Оригінальна назва           | Роль                              |
| --------- | -- | ---------------------------- | --------------------------- | --------------------------------- |
| 1990      | ф  | Врубай на повну котушку      | Pump Up the Volume          | Джоні (видалена сцена)            |
| 1990      | ф  | Кидали                       | The Grifters                | юна Лілі (в титрах не зазначена)  |
| 1992      | ф  | Неонове місто                | Neon City                   | Твінк Таламан                     |
| 1994      | ф  | Ед Вуд                       | Ed Wood                     | Лоретта Кінг                      |
| 1995      | ф  | Теодор Рекс                  | Theodore Rex                | доктор Вероніка Шейд              |
| 1997—2003 | с  | Баффі — переможниця вампірів | Buffy the Vampire Slayer    | Друзілла (17 епізодів)            |
| 1997      | ф  | Спустошувач                  | Ravager                     | Сарра                             |
| 2000—2004 | с  | Енджел                       | Angel                       | Друзілла (7 епізодів)             |
| 2003      | с  | Сильні ліки                  | Strong Medicine             | Лоррейн (Епізод: "Seize the Day") |
| 2004      | ф  | Toolbox Murders              | Toolbox Murders             |                                   |
| 2005      | ф  | Going Shopping               | Going Shopping              |                                   |
| 2007      | ф  | Hack!                        | Hack!                       |                                   |
| 2009      | мф | Green Lantern: First Flight  | Green Lantern: First Flight |                                   |
| 2012      | ф  | Justice League: Doom         | Justice League: Doom        |                                   |
| 2012      | ф  | Strange Frame                | Strange Frame               |                                   |